# Гугель, Яков Семёнович
Я́ков Семёнович Гу́гель (при рождении Я́нкель Си́монович Гу́гель; 21 января 1895, Горки, Могилёвская губерния, Российская империя — 14 октября 1937, Киев, УССР) — советский хозяйственный деятель, организатор металлургической промышленности. Начальник треста «Магнитострой» (1931—1933), первый директор комбината «Азовсталь» (Мариуполь).

## Биография
Родился 21 января 1895 года в уездном городе Горки Могилёвской губернии (ныне Могилевская область, Белоруссия) в еврейской семье. Отец Гугеля был служащим лесных складов. В детстве вместе с семьёй переезжает сначала в Екатеринослав, затем в Енакиево, где окончил четырёхклассное городское училище.
В 1916 году окончил Одесское средне-техническое училище. В 1917 году избирался депутатом совета рабочих депутатов Пересыпского района. Во время Первой мировой войны был призван в армию Российской империи, воевал на румынском фронте. После демобилизации вернулся в Енакиево, работал котельщиком на Петровском металлургическом заводе, затем мастером доменного цеха на стройке доменной печи, однако печь не достроил — был вольнослушателем при Харьковском женском политехническом институте, а в августе 1918 года поступил в Харьковский технологический институт.
После 2-го курса (в 1920 году) добровольцем уходит в Красную Армию, однако до фронта не доехал, так как был назначен комиссаром авиазавода в Таганроге и здесь в 1921 году вступил в партию.
В 1921 году (в 26 лет) впервые стал директором промышленного предприятия — котельного завода Таганрога, а после его объединения с Таганрогским металлургическим заводом — стал заместителем директора объединённого предприятия. Затем 2 года (1923—1924) работал заместителем директора Юзовского (Донецкого) металлургического завода, после чего 14 месяцев (1925—1926) — директор Константиновского металлургического завода имени М. В. Фрунзе.

### Директор Мариупольского металлургического комбината
С августа 1926 года работал директором Мариупольского металлургического комбината имени Ильича. Возглавляя это предприятие, принимал активное участие в восстановлении завода «Русский Провиданс», руководил стройкой сначала цеха, затем и отдельного Мариупольского новотрубного завода имени Куйбышева (сейчас — часть Мариупольского металлургического комбината имени Ильича. Гугелю принадлежит идея строительства нового металлургического гиганта в устье реки Кальмиуса. В мае 1929 года Гугель рассказал о ней председателю ВСНХ СССР В. В. Куйбышеву, который приехал в Мариуполь. И тот эту идею горячо поддержал. Яков Семенович вспоминал: «Труден и извилист был путь осуществления блестящей технической идеи о строительстве нового огромного завода. Вопрос об „Азовстали“ длительно прорабатывался во многих инстанциях и не получил решительного сдвига. Тогда товарищ Куйбышев послал меня к товарищу Орджоникидзе в Народный Комиссариат Рабоче-крестьянской инспекции, которым он в то время руководил». С февраля 1930 года одновременно и начальник «Азовстальстроя» (до января 1931 года) — начал строительство «Южной Магнитки». На этом посту он работал до января 1931 года.

### Начальник строительства Магнитогорского металлургического комбината
В 1931 году был назначен директором строительства Магнитогорского металлургического комбината (трест «Магнитострой»). Сам Гугель вспоминал об этом периоде своей жизни: «Как на военном фронте воля к победе решает успех боя, так и на строительном фронте Магнитки энтузиазм, трудовой порыв стали решающей силой…».
На Магнитострое Я. С. Гугель пробыл всего один год. Но этот год был более насыщенным, напряжённым, в сущности, решающим. Ему удалось в кратчайшие сроки реорганизовать строительные участки, внедрив цеховой принцип. Были созданы доменный, мартеновский и прокатный цехи и объединены строители и будущие эксплуатационники. Во второй половине 1931 года вошло в строй несколько важных пусковых объектов будущего завода. 31 января 1932 года, несмотря на протесты американских инженеров, считавших необходимым отложить пуск до весны, была задута первая домна, а 1 февраля был получен первый чугун.
31 января 1932 года в торжественной обстановке была задута первая доменная печь. После пуска второй домны Я. С. Гугель был переведён в Москву и назначен заместителем начальника главного управления металлургической промышленности СССР. С 1933 года жил в «Доме со львами».

### Директор «Азовстали»
2 февраля 1933 года Я. С. Гугель в составе делегации Серго Орджоникидзе вновь прибыл в Мариуполь, где инспектировали ход строительства завода «Азовсталь»: на станции Сартана встречали делегацию директор Мариупольского металлургического завода имени Ильича товарищ Радин, технический директор (главный инженер) Кравцов и дирекция «Азовстальстрой» (поначалу подчинялась заводу имени Ильича) — начальник Фиткаленко и технический директор Яковлев. Тогда же ход подготовки нового завода был раскритикован самим Орджоникидзе, начальник и технический директор «Азовстальстроя» были уволены за срыв планов, а новым начальником стал (вернее, восстановлен) Яков Семёнович Гугель.
Строительство завода пошло куда быстрее при новом начальнике, и 21 июля 1933 года Орджоникидзе подписал приказ о создании государственной приёмной комиссии, 11 августа 1933 года в 3 часа 44 минуты начальником «Азовстальстроя» был отдан приказ о задувке домны, а в 6 часов 19 минут 12 августа 1933 года пошёл первый азовстальский чугун, новый завод был пущен в эксплуатацию.
Как считает журналист Игорь Семусев, если бы не Гугель, «Азовсталь» разместили бы под Таганрогом. Американские специалисты отдали предпочтение устью реки Миус, что рядом с селом Поляковка, западнее Таганрога. Наши инженеры-изыскатели указали на устье Кальмиуса, на пустынный левый берег. Гугель настоял на советском вердикте: только Мариуполь, так как там замыкался самый короткий путь керченской руды — из Камыш-Буруна.
23 марта 1935 года Яков Семёнович Гугель стал первым мариупольцем, награжденным орденом Ленина. На VI и VII съездах Советов его избирали членом ЦИК СССР, он был делегатом XVI и XVII съездов партии.

### Конец жизни
Как и многие делегаты XVII съезда партии Я. Гугель был арестован. В постановлении об аресте было написано: «Я, облпрокурор Руденко, рассмотрев ходатайство 4-го отдела УГБ УНКВД по Донецкой области об аресте гр. Гугеля Якова Семёновича, обвиняемого по ст. 17-54-8 и 54-11 УК УССР, нашёл, что он является членом контрреволюционной троцкистской террористической организации, по заданию этой организации проводил активную контрреволюционную работу, направленную против политики ВКП(б) и советского правительства. Постановил санкционировать арест и содержание под стражей гр. Гугеля Якова Семёновича». Начались допросы и избиения следователями.
26 сентября 1937 года на стол И. Сталина был подан «Список лиц, подлежащих суду Военной Коллегии Верховного суда СССР по первой категории», то есть подлежащих расстрелу. Под номером 104 была фамилия Я. С. Гугеля. На списке появилась резолюция: «За. Сталин. Молотов». Приговорён Военной Коллегией Верховного Суда СССР 14 октября 1937 год к расстрелу, в тот же день приговор был приведён в исполнение.
8 сентября 1956 года дело по обвинению Гугеля Я. С. было пересмотрено Военной коллегией Верховного суда СССР и «за отсутствием состава преступления прекращено». Гугель Я. С. был посмертно реабилитирован.
В честь Якова Гугеля установлена памятная доска и названа улица в Левобережном районе Мариуполя.

## Личная жизнь
Яков Гугель был женат дважды, первый раз на Софье Моисеевне Гугель, в этом браке родился единственный сын — Владимир. Вторым браком был женат на Татьяне Ивановне Гугель, которая после ареста Гугеля была осуждена как член семьи изменника родины (ЧСИР) и находилась восемь лет в лагерях и тюрьмах. Приёмная дочь Татьяна Юдина.

## Интересный факт
По мнению Игоря Козлова, Яков Гугель стал прототипом Марка Рязанова — родного дяди Саши Панкратова в романе Анатолия Рыбакова «Дети Арбата».

## Награды
- 23 марта 1935 года награждён орденом Ленина № 925 (первым из мариупольцев).
- На VI и VII съездах Советов был избран членом ЦИК СССР, кроме того был делегатом XVI и XVII съездов.